# 1996-os US Open (tenisz)
Az 1996-os US Open volt az év negyedik Grand Slam-tornája, a US Open 116. kiadása volt. New Yorkban, rendezték meg augusztus 26. és szeptember 8. között.
A férfiak között az amerikai Pete Sampras, a nőknél a német Steffi Graf előző évi győzelmét megvédve szerezte meg a tornagyőzelmet.

## Döntők

### Férfi egyes
Pete Sampras -   Michael Chang, 6-1, 6-4, 7-6

### Női egyes
Steffi Graf -  Szeles Mónika, 7-5, 6-4

### Férfi páros
Todd Woodbridge /  Mark Woodforde -  Jacco Eltingh /  Paul Haarhuis, 4-6 7-6 7-6

### Női páros
Gigi Fernández /  Natallja Zverava -  Jana Novotná /  Arantxa Sánchez Vicario, 1-6, 6-1, 6-4

### Vegyes páros
Lisa Raymond /  Patrick Galbraith -  Manon Bollegraf /  Rick Leach, 7-6 7-6

## Juniorok

### Fiú egyéni
Daniel Elsner –  Markus Hipfl 6–3, 6–2

### Lány egyéni
Mirjana Lučić –  Marlene Weingärtner 6–2, 6–1

### Fiú páros
Bob Bryan /  Mike Bryan –  Daniele Bracciali /  Jocelyn Robichaud 5–7, 6–3, 6–4

### Lány páros
Surina de Beer /  Jessica Steck –  Petra Rampre /  Katarina Srebotnik 6–4, 6–3